# Farinade

La farinade désigne une crêpe très épaisse de la cuisine auvergnate, préparée à base de farine de seigle, d'où son nom, et incluant une farce, traditionnellement à base de pomme de terre, échalote et fromage du pays. Ce mets traditionnel fait son apparition vers 1880 en Auvergne et pourrait être originaire des monts d’Auvergne, dans le Cantal et le Puy-de-Dôme. 

## Préparation
La farine de seigle et l'eau servent à former une pâte, les pommes de terre, les échalotes et les fromages d'Auvergne constituent la farce. Celle-ci est placée dans la pâte, qui est refermée en forme de papillote, avant d'être placée au four. Garnies de fromage Saint-nectaire frais, elles peuvent aussi intégrer de la ciboulette finement hachées.

## Une variante sucrée
Une variante sucrée de la farinade porte parfois le nom de rapée auvergnate ou de farinette. La recette remplace les pommes de terre par des fruits.